# Cuniculifobia
La cuniculifobia o cunelifobia es el miedo irracional a los conejos. Es un tipo de zoofobia, que es la aprensión a los animales. La padecen principalmente personas con traumas o accidentes con conejos, o quienes han conceptuado que los animales son criaturas peligrosas. En casos graves, basta la imagen de un conejo, ya sea en fotografía o en video, para provocar un ataque de pánico. Hay casos en que las personas que padecen esta fobia incluso se niegan a acercarse a los conejos, ya sea aproximarse a un lugar donde habitan estos lepóridos, o aun cuando se encuentren lejos de su hábitat.

## Tratamiento
La cuniculifobia o cunelifobia se puede tratar por medio de terapia psicológica, terapia conductual y medicación. También a estas personas se les recomienda estar alejadas de –y evitar contacto con– conejos.
- Datos: Q16554457